# Tokyo Broadcasting System Holdings
Tokyo Broadcasting System Holdings, Inc. (株式会社東京放送ホールディングス  Kabushiki-gaisha Tōkyō Hōsō Hōrudingusu?, también conocido como TBS Holdings, Inc o TBSHD) es una sociedad anónima con sede en Tokio, Japón. Es una empresa matriz de una red de televisión llamada Tokyo Broadcasting System Television, Inc. (株式会社TBSテレビ abreviado como TBS?) y una red de radio llamada TBS Radio & Communications, Inc. (株式会社TBSラジオ&コミュニケーションズ?)
TBS Television, Inc. tiene una red de noticias de 28 afiliados llamada JNN (Japan News Network), así como una red de radio de 34 afiliados llamada JRN (Japan Radio Network) que tiene TBS Radio & Communications, Inc. (TBSラジオ).
TBS (actual TBS Holdings, Inc.) produjo el programa de juegos Takeshi's Castle y creó muchos programas de la serie Ultraman y Sasuke (Ninja Warrior), cuyo formato inspiraría programas similares fuera de Japón.

## Historia
La cadena tiene origen el 10 de mayo de 1951, cuando se funda en Kasumigaseki la empresa Radio Tokyo (KRT, 株式会社ラジオ東京) con un capital de 150 millones de yenes. Dicha empresa comenzó a emitir desde del 25 de diciembre de ese año en radio desde Yurakucho, Chiyoda, Tokio, y la frecuencia cambió a 950 kHz. Comenzó a preparar un canal de televisión comercial bajo las siglas JOKR-TV (hoy JORX-TV) desde Akasaka-Hitotsukicho, Minato, Tokio. Las primeras emisiones de televisión analógica de TBS se produjeron el 1 de abril de 1955 desde el canal 6 como KRT. En 1959 formó la red Japan News Network.
El 17 de enero de 1960, la estación de transmisión de televisión se trasladó del antiguo centro de transmisión a la Torre de Tokio, con una salida de imagen mejorada a 50 kW, salida de audio a 12.5 kW, mientras en septiembre del mismo año la cadena comenzó a emitir programación en color. La transmisión en color solo comenzó con una película con un promedio de 5 minutos en promedio por día, y la compañía todavía no había utilizado el VTR en color. Por cierto, fue la primera vez en el área de Tokio con NHK y Nippon TV. El 10 de octubre, las acciones se cotizan en la Primera Sección de la Bolsa de Valores de Tokio. Posteriormente el 29 de noviembre del mismo año KRT fue rebautizada como Tokyo Broadcasting System (株式会社東京放送) y la cadena trasladó su sede principal a Akasaka, Minato (Tokio). Durante los siguientes años la cadena intensificó la producción propia y la cobertura de eventos especiales.

Logotipo usado desde agosto de 1961 hasta septiembre de 1991.

En agosto de 1961, se estableció un nuevo logotipo de nombre corporativo (cuerpo de escritura) que simboliza las ondas de radio. (Diseño: Junzo Komicho, Producción: Ichikawa Jing). El 12 de octubre, el edificio de la oficina principal se completó cerca del estudio de televisión Akasaka. El 1 de diciembre, el nombre del nombre de la compañía se unifica a TBS. En 2 de mayo de 1965 se formó la red de radio "Japan Radio Network" (JRN).

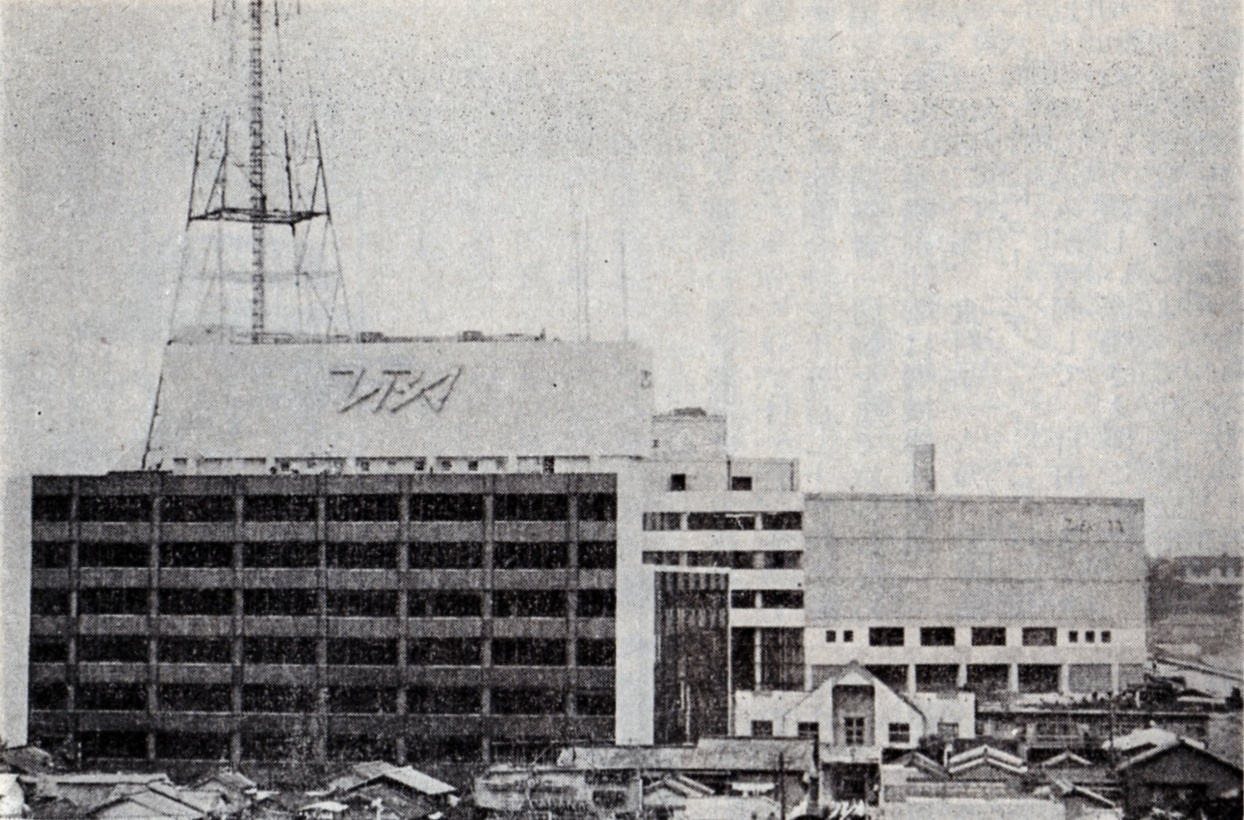
La aparición en el momento de la finalización del antiguo edificio de la empresa (1961).

El 31 de marzo de 1975, Asahi Broadcasting Corporation (ABC) abandonó JNN y Mainichi Broadcasting System (MBS) se unió a la red de noticias debido a problemas de propiedad con ABC. Desde entonces, MBS ha sido una estación de televisión afiliada de JNN en Osaka.
El 23 de noviembre de 1978 la frecuencia de TBS Radio cambió a 954 kHz. El 2 de mayo de 1986 de TBS comienza a emitir el programa de juegos Takeshi's Castle, el cual finalizaría el 19 de octubre de 1990. En 1990 la cadena consiguió que uno de sus periodistas, Toyohiro Akiyama, fuese el primer japonés en viajar al espacio, en una expedición a la estación espacial MIR.

Logotipo usado desde enero de 1994 hasta marzo de 2020.

En el 30 de septiembre de 1991 la marca cursiva queda abolida del logotipo, y el 17 de enero de 1992 el logotipo usa la tipografía de Times New Roman en negrita.
El 3 de octubre de 1994 la cadena completa los trabajos de la nueva y actual sede, cercana a la antigua, y que es actualmente conocida como Big Hat. El 1 de abril de 1998 la JNN News Bird comienza a transmitir. En 2006, el canal fue rebautizado como TBS News Bird.
En 2000 TBS crea varias secciones como la TBS Radio & Communications Incorporated, la TBS Entertainment Incorporated, TBS Sports Incorporated y TBS Live Incorporated.
El 1 de octubre de 2001, la licencia de Mitsubishi Broadcasters (distintivo de llamada: JOKR) fue reemplazada por TBS Radio & Communications, Inc. También distintivo de llamada también cambió (JOKR-TV → JORX-TV, el nombre de la llamada cambió de "Tokyo Broadcasting" a "TBS TV").
A las 11 horas del 1 de diciembre de 2003, comience la transmisión de la televisión digital terrestre (inicialmente, un master simple, la transmisión analógica continúa utilizando los programas masters existentes).
El 1 de octubre de 2004 TBS fusiona TBS Sports y TBS Live para unificar los centros y crear "Tokyo Broadcasting System Television, Incorporated" (株式会社TBSテレビ).
Tokyo Broadcasting ha estado subcontratando a TBS Television Co., Ltd., que se estableció como una compañía de producción de programas para todo el negocio del negocio de radiodifusión de TV, aparte de la transmisión (difusión) y contabilidad desde 2004, y Tokyo Broadcasting realizó toda la producción del programa. Sin embargo, aunque el negocio de la transmisión televisiva se escindió, en la transición al holding de emisión en abril de 2009, todo el negocio de la transmisión televisiva, incluida la sucesión de la licencia de transmisión, se dividió en la TBS Television.
El 13 de octubre de 2005, Rakuten Inc. anunció la compra del 15,46% de las acciones de la TBS, llevando su control hasta el 19%. Después de un mes y medio de preocupaciones debidas a una posible OPA hostil, Rakuten retiró su oferta por TBS el 1 de diciembre, así como sus planes de creación de una alianza con la compañía.
El 1 de abril de 2006 comienzan las emisiones digitales terrestres. El 20 de marzo de 2008 el plan de reurbanización que se estaba llevando a cabo en el sitio de la antigua casa de la empresa se completó.
El 1 de abril de 2009, TBS se convirtió en una sociedad de cartera de radiodifusión certificado llamado Tokyo Broadcasting System Holdings, Inc. (株式会社東京放送ホールディングス, TBSHD). El negocio de radiodifusión de televisión y cultura fue adquirido por Tokyo Broadcasting System Television, Inc. y las letras TBS se utilizaron como abreviatura de la empresa filial de televisión.

## Identificativo
TBS adopta un símbolo basado en el símbolo kanji para "persona", usado desde febrero del 2000. El 1 de octubre de 2001, TBS sucedió a la estación de radio a TBS Radio & Communications, y cambió el indicativo de la estación de televisión (JOKR-TV → JORX-TV).

## Sedes
La oficinas centrales se ubican en el TBS Broadcast Center en Akasaka, Minato, Tokio. Junto a esto cuenta con dos sucursales: la Sucursal de Osaka, edificio Herbis Osaka, Piso 11, Umeda, Kita-ku, Osaka; y la Sucursal de Nagoya, Oficinas de Nippon Life Insurance Company, Naka-ku, Nagoya.

El Centro de Radiodifusión de TBS tiene una enorme cubierta de antenas parabólicas de 36 metros de diámetro. Cuando se ve desde abajo, esta baraja se parece a un sombrero, así que el centro se llama cariñosamente el "Big Hat" ("Sombrero Grande"). El centro de radiodifusión alberga nueve estudios de televisión y ocho estudios de radio. Alrededor de 6000 personas trabajan en el Big Hat, que funciona las 24 horas del día para ofrecer programas en todo Japón.

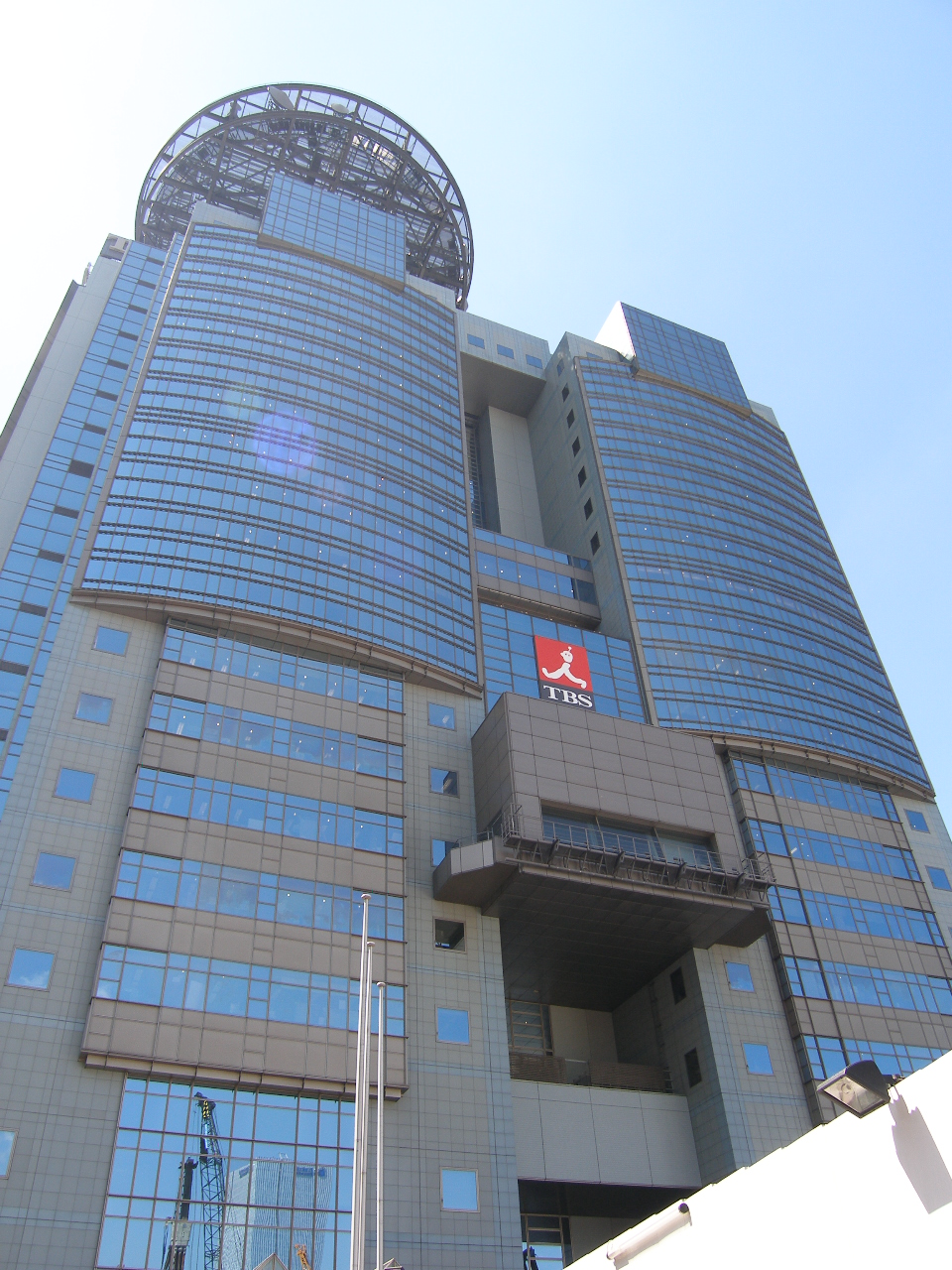
Oficina central de TBS en Akasaka, Tokio.
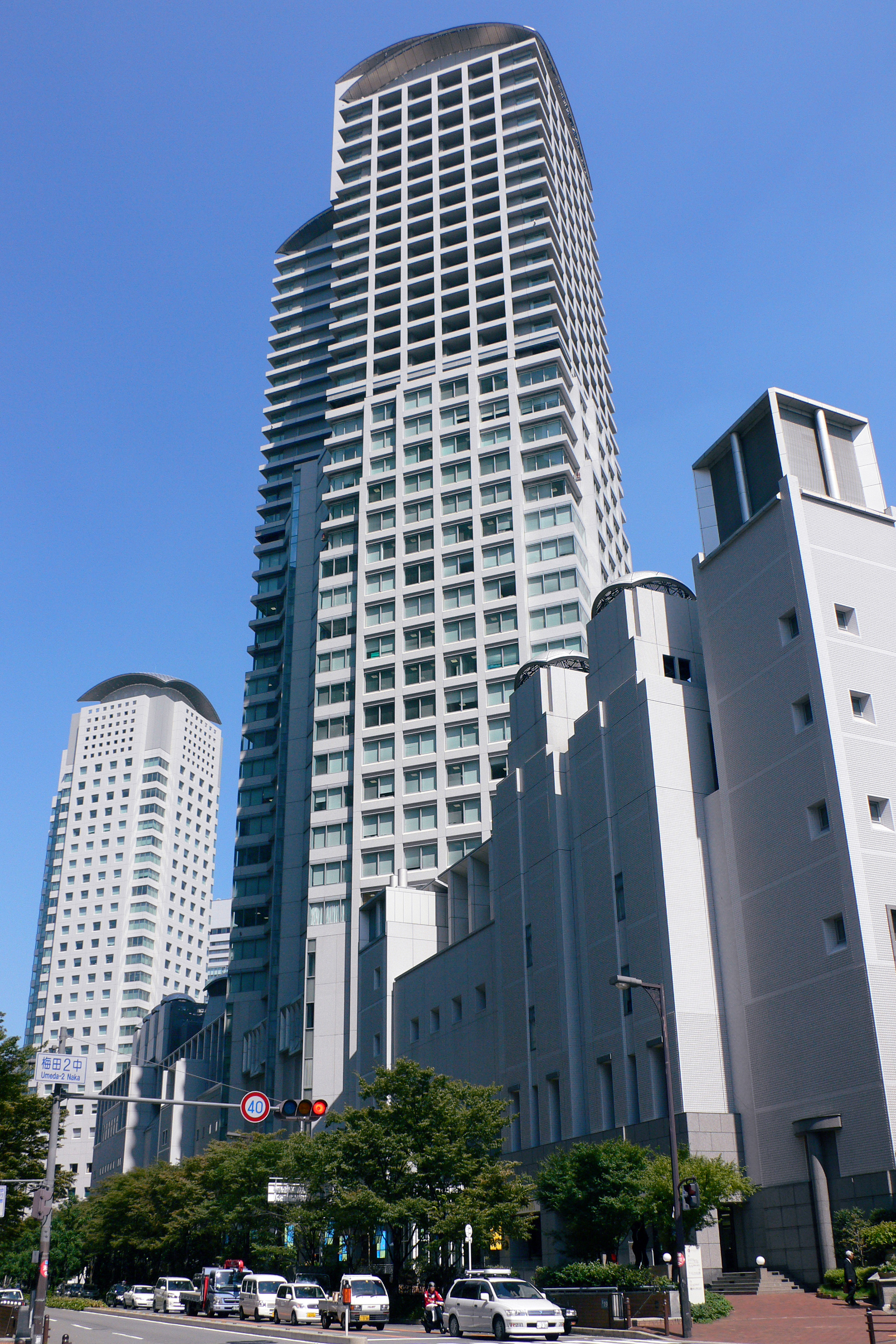
Edificio Herbis Osaka, uno de los puntos donde esta una sucursal de TBS.

## Señales

### Radio
- TBS Radio: Única emisora de radio del grupo. En FM, transmite en la frecuencia 90.5, mientras que en AM, transmite en el 954.

### Televisión
- TBS Television: Canal generalista.
- BS-TBS (antes BS-i): Canal satelital del grupo.
- TBS News: Canal de noticias 24 horas.
- TBS Channel 1: Canal de música, cine, y dramas recientes.
- TBS Channel 2: Canal de anime, deportes, dramas clásicos.
- BS-TBS 4K: Canal con programación en ultra alta definición.

TBS también posee el 16% de las acciones del canal infantil Kids Station. Además, cuenta con una red de emisoras regionales con marcas propias.

## Accionistas
| Accionista                                                                               | Número de acciones | Porcentaje mantenido |
| ---------------------------------------------------------------------------------------- | ------------------ | -------------------- |
| The Master Trust Bank of Japan, Ltd. (cuenta de fideicomiso de pensión para DENTSU INC.) | 9,310,500          | 5.32                 |
| The Master Trust Bank of Japan, Ltd. (cuenta fiduciaria)                                 | 9,273,000          | 5.30                 |
| Mainichi Broadcasting System, Inc.                                                       | 8,848,100          | 5.06                 |
| Mitsui & Co., Ltd.                                                                       | 7,691,000          | 4.40                 |
| Sumitomo Mitsui Banking Corp.                                                            | 5,745,267          | 3.28                 |
| Mitsui Fudosan Co., Ltd.                                                                 | 5,713,728          | 3.27                 |
| NTT Docomo, Inc.                                                                         | 5,713,000          | 3.26                 |
| Nippon Life Insurance Co.                                                                | 5,006,235          | 2.86                 |
| Bic Camera, Inc.                                                                         | 4,190,000          | 2.39                 |

## Propiedades

### Radiodifusión
- TBS Television, Inc. (100%)
- TBS Radio Co., Ltd. (100%)
- BS - TBS Corporation (100%)
- TBS Vision Corporation (100%)
- AX Corporation (100%)
- TOKYO BROADCASTING SYSTEM INTERNATIONAL, INC. (100%)
- Akasaka Graphics Art Co., Ltd. (proyecto TBS 100%)
- Higashiden Co., Ltd. (52.1%, incluyendo 18.6% de propiedad indirecta)
  - TLC Co. , Ltd. (100%, incluyendo Higashidong · TBS planea mantener un 85%)
- Dorimax Television Co., Ltd. (74.7%, incluyendo propiedad indirecta 16.1%)
- F - Future Toho Co., Ltd. (proyecto TBS 100%)
- TBS Tex Corporation (100%)
- TBS Pronex Corporation (100%)
- Jusk Corporation (propiedad indirecta 100%)
- Viewcast Co., Ltd. (propiedad indirecta 100%)
- TBS Media Research Institute, Inc. (100%)
- Tomadeshi Co., Ltd. (37.2%, incluida la propiedad indirecta del 9.6%)
- Corporation WOWOW (15.5%)

### Vídeo y cultura
- TBS TV Co., Ltd.
- TBS Service Co., Ltd. (100%)
- Nikon Corporation (100%)
- TBS Tri-Media Co., Ltd. (proyecto TBS 100%)
- Grand Marche Co., Ltd. (100%)
- OXYBOT CORPORATION
- TC Entertainment Inc. (51%)
- Styling Life Holdings Co., Ltd. (51%)
  - Shopping Club Co., Ltd. (100%)
  - CP Cosmetics Co., Ltd. (Id.)
  - Maxim de Paris Corporation (Id.)

### Inmobiliario
- TBS TV Co., Ltd.
- Midoriyama Studio City Co., Ltd. (100%)
- TBS Planning Co., Ltd. (100%)
- TBS Sanwork Co., Ltd. (100%)
- Akasaka Heat Supply Co., Ltd. (70%)

### Otras empresas invertidas
Tokyo Electron Limited, Kids Station Ltd., King Record Co., Ltd., SKY Perfect JSAT Holdings Co., Ltd., Pasco Corporation, JOCDN Corporation y otras compañías de JNN. También, en el pasado, también invirtió en EMOBILE CO., LTD. (Actualmente SOFTBANK CORP.).
Desde el 26 de enero de 2001 hasta el 2 de diciembre de 2011, fue la compañía propietaria del equipo de béisbol profesional Yokohama Bay Stars (actualmente Yokohama DeNA Bay Stars).

## Controversia
- En 1989, TBS se convirtió en culpable en el asesinato de la familia Sakamoto por el movimiento religioso Aum Shinrikyo el 4 de noviembre, siendo es notoriamente conocido por violar intencionalmente la protección de las fuentes.
  - El origen de dicha culpabilidad empieza el 31 de octubre de 1989, a la edad de 33 años, Sakamoto consiguió convencer al líder de Aum, Shoko Asahara, de que se sometiera a un análisis de sangre para comprobar el "poder especial" que el líder afirmaba que tenía en todo su cuerpo. No encontró ninguna señal de nada inusual. Una revelación de esto podría haber sido potencialmente embarazosa o perjudicial para Asahara. El problema con que se relaciona es que TBS grabó una entrevista con Sakamoto sobre sus esfuerzos por desvelar los dogmas engañosos de la secta japonesa Aum Shinrikyo. Sin embargo, la cadena mostró en secreto un vídeo de la entrevista a los miembros de Aum sin el conocimiento de Sakamoto, rompiendo intencionadamente su protección de las fuentes. Los funcionarios de Aum presionaron a TBS para que cancelara la transmisión de la entrevista, pero Sakamoto fue asesinado por los miembros después de unos días, el 3 de noviembre. Esto hace que TBS sea indirectamente responsable del homicidio de una persona que combatió la peligrosa secta e intentó llamar la atención del público sobre las violaciones cotidianas de los derechos humanos que tienen lugar dentro de esa secta.[5]
  - La evidencia de la participación de Aum Shinrikyo en los asesinatos se descubrió seis años después del asesinato, luego de que varios de los principales seguidores fueran arrestados por otros cargos, especialmente en relación con el ataque del metro de Tokio. Todos los implicados en los asesinatos de Sakamoto recibieron sentencias de muerte. El tribunal determinó que el asesinato fue cometido por orden del fundador del grupo, Shōkō Asahara, aunque no todos los perpetradores declararon a este efecto, y Asahara negó su participación. El equipo legal de Asahara afirma que culparlo es un intento de cambiar la responsabilidad personal a una autoridad superior. Después de que se descubrió la culpabilidad de TBS en los asesinatos, la red fue inundada de quejas.